# Drottningdal en Näs
Drottningdal en Näs (Zweeds: Drottingdal och Näs) is een småort in de gemeente Norrtälje in het landschap Uppland en de provincie Stockholms län in Zweden. Het småort heeft 105 inwoners (2005) en een oppervlakte van 28 hectare. Eigenlijk bestaat het småort uit twee plaatsen: Drottningdal en Näs. Het småort ligt aan het meer Brosjön en de rivier Broströmmen voor de rest bestaat de directe omgeving van het småort uit zowel landbouwgrond als bos. De stad Norrtälje ligt zo'n vijftien kilometer ten zuiden van Drottningdal en Näs.